# Woestijngoendi
De woestijngoendi (Ctenodactylus vali)  is een zoogdier uit de familie van de goendi's (Ctenodactylidae). De wetenschappelijke naam van de soort werd voor het eerst geldig gepubliceerd door Thomas in 1902.

## Voorkomen
De soort komt voor in twee geïsoleerde populaties. De westelijke populatie komt voor in het noordoosten van Marokko, maar voor het grootste deel in de aanliggende delen van het westen van Algerije. De oostelijke populatie komt voor in het noordwesten van Libië op hoge plateaus van boven de 1.000 m hoogte. De populaties liggen ongeveer 1.000 km uit elkaar.